# 克里尼奇基 (巴爾塔區)
48°2′0″N 29°42′19″E / 48.03333°N 29.70528°E
克里尼奇基（烏克蘭語：Кринички）是位於烏克蘭西南部的村莊，由敖德萨州波季利斯克区的皮什恰納市鎮負責管轄。該村距離巴爾塔18公里，始建於1792年，面積1.65平方公里，海拔高度191米，2001年人口308。